# Néo-stalinisme
 (septembre 2013).

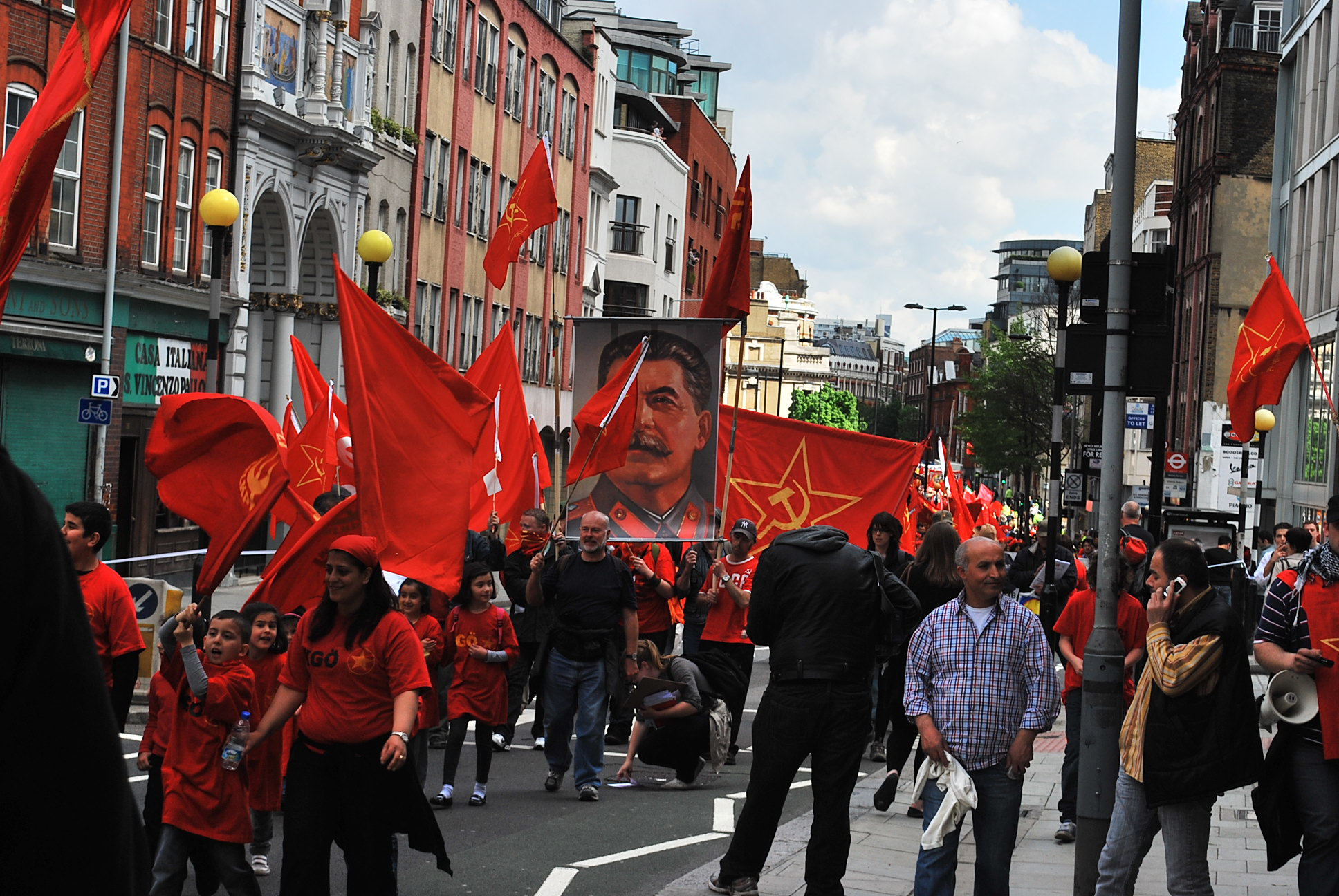
Défilé du 1er mai avec le portrait de Joseph Staline à Londres, 2010

Le néo-stalinisme est un concept parfois utilisé en sciences politiques et en histoire pour désigner les États et mouvements politiques qui, après le discours de Khrouchtchev du 24 février 1956, se réfèrent, soit par leur idéologie, soit par les méthodes qu'ils mettent en œuvre, à l'URSS de Joseph Staline.

## Origines et histoire du néo-stalinisme
Selon l'historien russe Roy Medvedev, il existait au début des années 1970 au sein du Parti communiste de l'Union Soviétique un courant néo-stalinien prônant la restauration de la politique stalinienne (collectivisation, culte de la personnalité etc), et un retour à la terreur d'État tout en évitant certains de ses pires excès. Selon Mikhaïl Gorbatchev, dirigeant de l'URSS à partir de 1985, le terme se réfère à la persécution des opposants politiques et le contrôle total de l'État dans les sphères économiques, sociales et politiques. Plusieurs organisations communistes révolutionnaires armées parmi les plus puissantes en activité aujourd'hui dans le monde se revendiquent explicitement de l'héritage de Staline, de sa victoire contre le fascisme, de sa politique de construction du socialisme et de sa synthèse du léninisme. C'est le cas du Parti Communiste des Philippines, le Parti Communiste d'Inde (maoïste) ou encore du DHKP-C.

## Les régimes néo-staliniens
Actuellement, la Corée du Nord est souvent décrite comme un État « stalinien », ce qui fut aussi le cas de l'Albanie de Enver Hoxha jusqu'à sa mort en 1985. Par ailleurs, bien que non-communistes, le Turkménistan de Saparmyrat Nyýazow (1991-2006), Gurbanguly Berdimuhamedow (2006-2022), Serdar Berdimuhamedow (2022-) et l'Ouzbékistan de Islom Karimov (1991-2016) ont été souvent décrit comme des régimes « néo-staliniens » de par leur important culte de la personnalité et leur autoritarisme.
Durant la guerre froide, certains partis communistes occidentaux ont continué à se référer à Staline après la déstalinisation au sein du bloc de l'Est, et se sont souvent alignés sur la République populaire de Chine. Après les réformes politiques en Chine à la fin des années 1970, certains de ces partis se sont rapprochés de la République populaire socialiste d'Albanie, constituant un courant « pro-albanais ». Parmi les partis ayant adopté, dans les années 1970, un positionnement pro-albanais, on peut citer le Parti communiste des ouvriers de France, le Parti communiste d'Espagne (marxiste-léniniste), le Parti communiste d'Italie (marxiste-léniniste) ou le Parti communiste d'Allemagne/Marxistes-léninistes.

## Influence de Staline à l'international
Un certain nombre de partis communistes considérant toujours Staline comme une référence politique et idéologique continuent d'exister à travers le monde, qu'il s'agisse de membres de l'ancien courant pro-albanais, qui se réunit aujourd'hui, au niveau international, au sein de la Conférence internationale des partis et organisations marxistes-léninistes (Unité et lutte), ainsi que d'autres mouvements, éventuellement de type maoïste. La Conférence internationale des partis et organisations marxistes-léninistes (correspondance de presse internationale), rivale de l'autre Conférence internationale, réunit des mouvements comme le Parti marxiste-léniniste d'Allemagne ou le Parti communiste révolutionnaire d'Argentine. En Italie, le Parti marxiste-léniniste italien continue de commémorer la mémoire de Staline. Au Royaume-Uni, le Parti communiste de Grande-Bretagne (Marxiste-léniniste), qui affiche son soutien à la Corée du Nord, est apparu en 2004. Si le poids électoral des partis de type stalinien est aujourd'hui très négligeable dans les pays européens, ils conservent une certaine influence sur d'autres continents. Le Parti communiste marxiste-léniniste de l'Équateur est ainsi le membre dominant d'une coalition électorale, le Mouvement populaire démocratique : l'un de ses dirigeants, Edgar Isch, a été un temps ministre de l'environnement. En Tunisie, le Parti communiste des ouvriers de Tunisie a longtemps constitué la principale force d'opposition laïque au régime de Ben Ali. Le Parti communiste des ouvriers de France a participé au Front de gauche de 2011 à 2016.